# Welterbe in Slowenien
Zum Welterbe in Slowenien gehören (Stand 2021) fünf UNESCO-Welterbestätten, darunter drei Stätten des Weltkulturerbes und zwei Stätten des Weltnaturerbes. Die erste Welterbestätte wurde 1986 in die Welterbeliste aufgenommen, als Slowenien noch eine der sechs Teilrepubliken von Jugoslawien war. Nach Erlangung der Unabhängigkeit 1991 ist Slowenien 1992 der Welterbekonvention beigetreten, die erste eigene Welterbestätte folgte 2011. Die bislang letzte Welterbestätte wurde 2021 eingetragen.
Zu den Welterbestätten in Slowenien gehören mit den Historischen Stätten der Quecksilbergewinnung, den Prähistorische Pfahlbauten um die Alpen und den Alten Buchenwäldern und Buchenurwäldern der Karpaten und anderer Regionen Europas auch drei transnationale Welterbestätten.

## Welterbestätten
Die folgende Tabelle listet die UNESCO-Welterbestätten in Slowenien in chronologischer Reihenfolge nach dem Jahr ihrer Aufnahme in die Welterbeliste (K – Kulturerbe, N – Naturerbe, K/N – gemischt, (G) – auf der Liste des gefährdeten Welterbes).
| Bild             | Bezeichnung                                                                              | Jahr | Typ | Ref. | Beschreibung |
| ---------------- | ---------------------------------------------------------------------------------------- | ---- | --- | ---- | --- |
| (weitere Bilder) | Höhlen von Škocjan (Lage)                                                                | 1986 | N   | 390  | Das Höhlensystem und dessen Umgebung, mit einigen der wichtigsten topographischen Karst-Phänomene, darunter einem der weltweit größten unterirdischen Canyone. Die Region von Karst ist von besonderer Bedeutung für die Geschichte der Geowissenschaften. |
| (weitere Bilder) | Prähistorische Pfahlbauten um die Alpen (Lage)                                           | 2011 | K   | 1363 | Grenzübergreifend mit Deutschland, Frankreich, Österreich, Italien und der Schweiz. Prähistorische Pfahlbauten, hier entdeckt und freigelegt, stammen aus dem Neolithikum und der Bronzezeit und erlauben Einblicke in das Leben in prähistorischer Zeit. Zwei Standorte befinden sich in Slowenien, die Pfahlbauten in Ig, die Nordgruppe (kolišča na Igu, severna skupina), und die Pfahlbauten in Ig, Süd-Gruppe ( kolišča na Igu, Južna skupina). |
| (weitere Bilder) | Historische Stätten der Quecksilbergewinnung: Almadén und Idrija (Lage)                  | 2012 | K   | 1313 | Idrija ist eine der beiden größten Quecksilber-Minen weltweit; Quecksilber wurde schon im Jahre 1490 entdeckt, die Stätte bietet die Infrastruktur und Technologie für den Quecksilber-Bergbau und -Gewinnung und zeugt vom interkontinentalen Handel mit dem Quecksilber, der jahrhundertelang eine wichtige Rolle im Austausch zwischen Europa und Amerika spielte. Länderübergreifendes Welterbe mit Spanien (Bergwerk Almadén).                   |
| (weitere Bilder) | Alte Buchenwälder und Buchenurwälder der Karpaten und anderer Regionen Europas           | 2017 | N   | 1133 | Transnationales Welterbe mit 17 weiteren Ländern in Europa. Der Krokar Urwald (Lage) und das Forstreservat Snežnik - Ždrocle (Lage) in Slowenien sind herausragende Beispiele für ungestörte, komplexe Wälder in einem temperaten Klima, und für ihre postglaziale Ausbreitung; markant sind ihre vollständige und umfassende ökologische Zusammensetzung und die Entwicklung in die Rein- und Mischbestände unter vielfältigen Umgebungsbedingungen. |
| (weitere Bilder) | Die Werke von Jože Plečnik in Ljubljana – am Menschen orientierte Stadtgestaltung (Lage) | 2021 | K   | 1643 | Von den Bauwerken des Architekten Jože Plečnik in Ljubljana gehören zum Welterbe unter anderem die Franz-von-Assisi-Kirche, die Pfarrkirche St. Michael im Laibacher Moor, die Promenade und Brücken entlang der Ljubljanica, die Vegova-Straße mit der Slowenischen National- und Universitätsbibliothek, die Trnovo-Brücke, die Römische Mauer in Mirje sowie der Allerheiligengarten auf dem Zentralfriedhof Žale.                                 |

## Tentativliste
In der Tentativliste sind die Stätten eingetragen, die für eine Nominierung zur Aufnahme in die Welterbeliste vorgesehen sind.

### Aktuelle Welterbekandidaten
Mit Stand 2021 sind vier Stätten in der Tentativliste von Slowenien eingetragen, die letzte Eintragung erfolgte 2016.
Die folgende Tabelle listet die Stätten in chronologischer Reihenfolge nach dem Jahr ihrer Aufnahme in die Tentativliste.
| Bild                                                                       | Bezeichnung                                                                | Jahr | Typ | Ref. | Beschreibung |
| -------------------------------------------------------------------------- | -------------------------------------------------------------------------- | ---- | --- | ---- | --- |
| Fužina-Hügel in Bohinj                                                     | Fužina-Hügel in Bohinj                                                     | 1994 | K   | 592  | Hügellandschaft in Bohinj, die sich den besonderen Bedürfnissen der Alm-Viehzucht angepasst hat, mit allmählichem Umzug auf immer höher gelegene Weidenplätze in den Sommermonaten. Bergländische Siedlungen haben spezifische Betriebsstrukturen, zum Beispiel Heuharfen, entwickelt. |
| (weitere Bilder)                                                           | Partisanenlazarett Franja (Lage)                                           | 2000 | K   | 1433 | Das Partisanenlazarett Franja war während des Zweiten Weltkriegs ein geheimes Krankenhaus für Partisanen in der Nähe des Weilers Dolenji Novaki, der nordöstlich von Cerkno im westlichen Slowenien liegt. Es diente von 1944 bis zum Kriegsende 1945 der Versorgung von verwundeten jugoslawischen Partisanen. Obwohl die Wehrmacht mehrere Versuche unternahm, das Lazarett zu finden, konnte es nie entdeckt werden. |
| Klassischer Karst                                                          | Klassischer Karst                                                          | 2015 | N   | 6072 | Der Karst in Südeuropa ist ein Teil des Dinarischen Gebirges, in dem die geologische Form Karst erstmals wissenschaftlich untersucht und nach dem sie benannt wurde. Klassischer Karst war bereits 1994 als Kulturlandschaft auf die Tentativliste gesetzt worden (Ref. 590), 2015 erfolgte ein neuer Vorschlag als Naturstätte.                                                                                        |
| Der Weg des Friedens von den Alpen zur Adria – Erbe des Ersten Weltkrieges | Der Weg des Friedens von den Alpen zur Adria – Erbe des Ersten Weltkrieges | 2016 | K   | 6077 | Vorgeschlagen sind Stätten entlang der Isonzo-Front: Russische Kapelle am Vršičpass, Militärfriedhöfe in Log pod Mangartom, Solkan, Štanjel, Gorjansko und Črniče, Beinhäuser in Tolmin und Kobarid, Heiliger Geist Gedächtniskirche in Javorca, historische Gebiete rund um Zaprikaj, Mengore und Sabotin, Militärkapelle in Ladra und die Bohinj Eisenbahn                                                            |

### Ehemalige Welterbekandidaten
Diese Stätten standen früher auf der Tentativliste, wurden jedoch wieder zurückgezogen oder von der UNESCO abgelehnt. Stätten, die in anderen Einträgen auf der Tentativliste enthalten oder Bestandteile von Welterbestätten sind, werden hier nicht berücksichtigt.
| Bild | Bezeichnung                                                                       | Jahr      | Typ | Ref. | Beschreibung |
| ---- | --------------------------------------------------------------------------------- | --------- | --- | ---- | --- |
|      | Die zeitlose und humanistische Architektur von Jože Plečnik in Ljubljana und Prag | 2015–2018 | K   | 5968 | Nachdem klar geworden war, dass der transnationale Vorschlag gemeinsam mit Tschechien nur wenig Aussicht auf Erfolg hätte, beschloss Slowenien die Bewerbung alleine weiterzuverfolgen und die Auswahl der Einzelgüter des Vorschlag zu überarbeiten. Die Franz-von-Assisi-Kirche in Ljubljana ist nicht mehr Teil des überarbeiteten Vorschlags. |